# Мерик, Джон
Джон Мейрик (англ. John Meyrick, также Merrick; ок. 1559 — ок. 1639) — посол Англии в России, деятель Московской компании.

## Биография
Джон Мейрик был вторым сыном Уильяма Мейрика, который стал одним из первых членов Московской компании, основанной Себастьяном Каботом в 1554 году, и до 1567 года выполнял обязанности агента Компании в России.

### В России
Юность Джона прошла в Москве, куда он приехал с отцом в возрасте около 10 лет. В 1584 году он стал агентом Компании в Ярославле, в 1589 году — в Пскове, а с мая 1592 года — в Москве. В 1598 году Мейрик сообщил королеве Елизавете I о смерти царя Фёдора Ивановича.

#### При Борисе Годунове
В 1600 году Мейрик вернулся в Лондон вместе с Г. И. Микулиным, который был направлен в Лондон в качестве посла России в Англии. Новый царь, Борис Фёдорович Годунов, стремился найти английскую невесту для своего старшего сына, и в феврале 1601 года Мейрик, которого в русской переписке называли Иван Ульянов, был отправлен послом к царю с инструкциями по укреплению дружеских отношений между двумя странами. Тема установления родственных отношений между русским и английским монаршьими домами была представлена Мейриком как имеющей право на обсуждение, но неперспективная, по-видимому, из-за различия в вероисповедании, а со смертью Бориса Годунова в 1605 года стала неактуальной. Мейрик был с честью принят царем в Кремле. В личной беседе с царем Мейрик перевел послание Елизаветы I на русский язык. В июне 1601 года он встретился с царем, который пообещал английским купцам полную защиту, а также поручил Мейрику четырёх молодых русских аристократов, направлявшихся в Англию для получения образования. В июле все они убыли в Лондон.
Мейрик вскоре вернулся в Россию. В октябре 1603 года его брат и партнер Ричард скончался в Лондоне, и Джон был описан в завещании умирающего как «проживающий в Московии».

#### После Бориса Годунова
После смерти Годунова в 1605 году престол захватил Лжедмитрий I, но Мейрик получил от него гарантии для английской торговли, и когда в 1606 году Василий Шуйский стал царём, Мейрик снова добился возобновления привилегий, ранее предоставленных его соотечественникам.
Беспорядки Смутного времени вынудили Мейрика перебраться из Москвы в Архангельск, а в конце 1606 года он вернулся в Англию. Однако спустя некоторое время он снова стал агентом в России, но в 1611 году вновь вернулся в Лондон.

Интересный эпизод с участием Мейрика описывает историк Д. В. Лисейцев в Предисловии к изданию «Посольская книга по связям России с Англией 1614—1617 гг.», изданной РАН в 2006 году: 
«Летом 1613 г. Меррик (так в тексте) прибыл в Архангельск с грамотой от Якова I, в которой содержалось предложение к подданным Московского государства принять покровительство английского короля. Но ситуация к тому времени успела в корне измениться: Москва была освобождена от поляков, и на российский престол вступил новый царь — Михаил Федорович Романов. К чести Джона Меррика, он сразу понял необходимость отказа от проекта, вынашиваемого им в течение двух лет. Вскоре он отправился в Англию в обществе русских посланников, А. И. Зюзина и А. Г. Витовтова, следовавших в Лондон для оповещения Якова I о воцарении Михаила Романова. Кроме того, послы должны были добиваться союза с Англией против врагов Московского государства или, в крайнем случае, просить у английского правительства денежной помощи. В Англии Джон Меррик выполнял обязанности пристава при российской миссии. В ходе переговоров английская сторона приняла решение предложить свои посреднические услуги на русско-шведских переговорах: примирение Швеции и Московского государства давало Англии политическую и экономическую выгоду, укрепляя антикатолический лагерь и снижая вероятность захвата российских рынков шведами и поляками».
Итак, в 1614 году Мейрик вновь был назначен английским послом при царском дворе, наделенным полномочиями использовать свое влияние для укрепления стабильности в Русском государстве, поскольку лишь в условиях стабильности торговля Московской компании могла существовать и приносить прибыль Англии. Перед отъездом Мейрика король Яков I 13 июня 1614 года в Гринвиче посвятил его в рыцари.

В эту свою миссию Мейрик принимал участие в переговорах о прекращении затянувшейся войны между Россией и Швецией. В 1615 году он отправился в Старую Руссу и встретился с представителями обоих государств. 4 марта 1616 года при участии Мейрика было заключено перемирие на три месяца, а 27 февраля 1617 года был заключен окончательный мир в Столбово. Д. В. Лисейцев описывает этот эпизод следующим образом: 
«Переговоры с Джоном Мерриком велись в Москве в течение января — марта 1615 г. Главной их темой было предстоящее посредничество английского посла на русско-шведском посольском съезде. Именно об этой задаче Меррика сообщает одна из статей „Нового летописца“: „Об английском после. Пришел к Москве из Английской земли посол князь Иван Ульянов и был на посольстве у государя с тем, что его прислал король для того, чтобы государю примириться со свицким королем, а ему бы быть между послами третьим. Государь же его пожаловал, отпустил к свицкому королю, а своих государь послал послов тех же… И было же посольство и съезд“. В марте 1615 г. Меррик отправился к шведскому королю Густаву-Адольфу и приложил немалые усилия для прекращения военных действий между Россией и Швецией. У шведского правительства были вполне резонные основания подозревать английского посредника в пристрастности к российской стороне. Шведский историограф второй половины XVII столетия Юхан Видекинд в своем сочинении писал о нём: „Прибыл английский посол, кавалер Джон Мерик, имевший назначение быть мирным посредником. Король, однако, был им не совсем доволен, так как кавалер кроме прочего был большим купцом и прежде жил в России, почему можно было предполагать, что он будет держать сторону русских“. И Меррик действительно вел дела к выгоде Московского государства, руководствуясь, надо полагать, не только коммерческими перспективами, но и симпатиями к стране, где ему пришлось провести значительную часть своей жизни. Сам Меррик в ходе переговоров с русскими боярами отметил: „царские ему милости и жалованья много, а служить он царскому величеству рад, то ему должная. У себя он в Аглинской земле родился, а на Руси взрос, столько он хлеба не едал в своей земле, что в Московском государстве, и ему как не служить?“. Русско-шведские переговоры (на которых присутствовали также голландские посредники) затянулись до февраля 1617 г., когда, наконец, был подписан Столбовский мирный договор»
 (там же).
В ноябре 1617 года Мейрик снова приехал в Англию в сопровождении тщательно продуманного посольства из России и принес богатые подарки от царя Михаила Федоровича королю Якову I. 
«В Лондон Джон Меррик прибыл вместе с российским посольством С. Волынского и М. Поздеева. Как и во всех прочих случаях, английское правительство не смогло обойтись без услуг своего „эксперта по Московии“, и Меррик принимал активное участие в переговорах с русской миссией. Яков I отказался от заключения военного союза, на котором так упорно настаивала Москва, но оказать царю Михаилу денежную помощь все же согласился. С этой денежной казной в Россию отбыл посол Дадли Диггс, который своим поведением едва не погубил все результаты, достигнутые незадолго до этого Мерриком. Диггс прибыл в Архангельск летом 1618 г. и, узнав о наступлении польского принца Владислава на Москву, бежал обратно в Англию, при этом ещё и „стреляя ядрами во все стороны“, чтобы русские не посмели его задержать. Лишь часть брошенной им на берегу казны была доставлена ко двору Михаила Федоровича. Исправлять допущенную соотечественником оплошность в Россию отправился Джон Меррик, приплывший в Архангельск 3 августа 1620 г., через два года после бегства Диггса. В начале декабря посол приехал в Москву и вступил в переговоры с представителями российского правительства — боярами князьями И. Ф. Троекуровым и И. Б. Черкасским и думным дьяком Посольского приказа И. Т. Грамотиным (с последним Меррик позднее состоял в полуофициальной переписке по поводу вербовки на русскую службу европейских „рудознатцев“). В результате нелегких переговоров Меррику удалось добиться подтверждения прежних привилегий английских купцов в России…»
 (там же).
«Летом 1621 г. Джон Меррик покинул Россию, на этот раз навсегда. В сопровождении русского посла И. Погожего он вернулся в Лондон и участвовал в переговорах с ним. Проект англо-русского военного союза так и остался неосуществленным»
 (там же).

### В Лондоне
В 1629 году Мейрик стал управляющим Московской компанией, для которой он к тому времени сделал больше, чем кто-либо другой за всю её историю.

## Смерть и захоронение
Умер в Лондоне в 1639 году в возрасте около 80 лет.
В своем завещании Джон Мерик указал, чтобы его похоронили в церкви св. Андрея, что и было исполнено.